# チリのサッカー選手一覧
チリのサッカー選手一覧（チリのサッカーせんしゅいちらん）は、チリ出身のサッカー選手の一覧である。Category:チリのサッカー選手も参照。
この項目はCategoryではないので、記事の無い選手については赤リンクや仮リンク、簡単な説明の併記なども可能。

## 1950年代
| GK - マリオ・オスベン - ロベルト・ロハス | DF - エンツォ・エスコバル - マリオ・ガリンド - レネ・バレンスエラ - オスカル・パトリシオ・レジェス - リサルド・ガリード | MF - ミゲル・アンヘル・ネイラ - ロドルフォ・ドボ - マヌエル・ロハス - エクトル・プエブラ - ホルヘ・アラベナ | FW - フアン・カルロス・レテリエル - オズワルド・ウルタード - ウーゴ・ルビオ |

## 1960年代
| GK - マルセロ・ラミレス - ネルソン・タピア | DF - アレハンドロ・イシス - エドゥアルド・ヴィルチェス - フェルナンド・コルネホ - ハビエル・マルガス - ロナルド・フエンテス - ミゲル・ラミレス | MF - ルベン・エスピノーサ - パトリシオ・マルドネス - ハイメ・ピサーロ - クリスティアン・カスタニェーダ - ファビアン・エスタイ - ホセ・ルイス・シエラ - ガブリエル・メンドーサ - ルイス・ムスリ | FW - パトリシオ・ヤニェス - イバン・サモラーノ - ペドロ・ゴンサレス |

## 1970年代
| GK | DF - ルイス・フエンテス - ペドロ・レジェス - リカルド・ロハス - フランシスコ・ロハス - ホルヘ・バルガス - パブロ・コントレラス - ラファエル・オラーラ | MF - マルセロ・ベガ - ネルソン・パラゲス - エステバン・バレンシア - クラレンス・アクーニャ - マウリシオ・アロス - モイセス・ビジャロエル - ダビド・ピサーロ - マルク・ゴンサレス - クラウディオ・マルドナード | FW - マルセロ・サラス - クラウディオ・ヌニェス - セバスティアン・ロセンタル - レイナルド・ナビア |

## 1980年代
| GK - クラウディオ・ブラーボ | DF - ゴンサロ・ハラ - イスマエル・フエンテス | MF - ウンベルト・スアソ - マティアス・フェルナンデス - アルトゥーロ・ビダル - ロドリゴ・テージョ - ジャン・ボーセジュール - ホルヘ・バルディビア - ルイス・ヒメネス - カルロス・カルモナ - ガリー・メデル - マウリシオ・イスラ | FW - アレクシス・サンチェス - エドゥアルド・バルガス - マウリシオ・ピニージャ - ファビアン・オレジャーナ |